# Ectemnonotum incisum
Ectemnonotum incisum är en insektsart som beskrevs av Schmidt 1909. Ectemnonotum incisum ingår i släktet Ectemnonotum och familjen spottstritar. Inga underarter finns listade i Catalogue of Life.